# آمپرمتر انبری

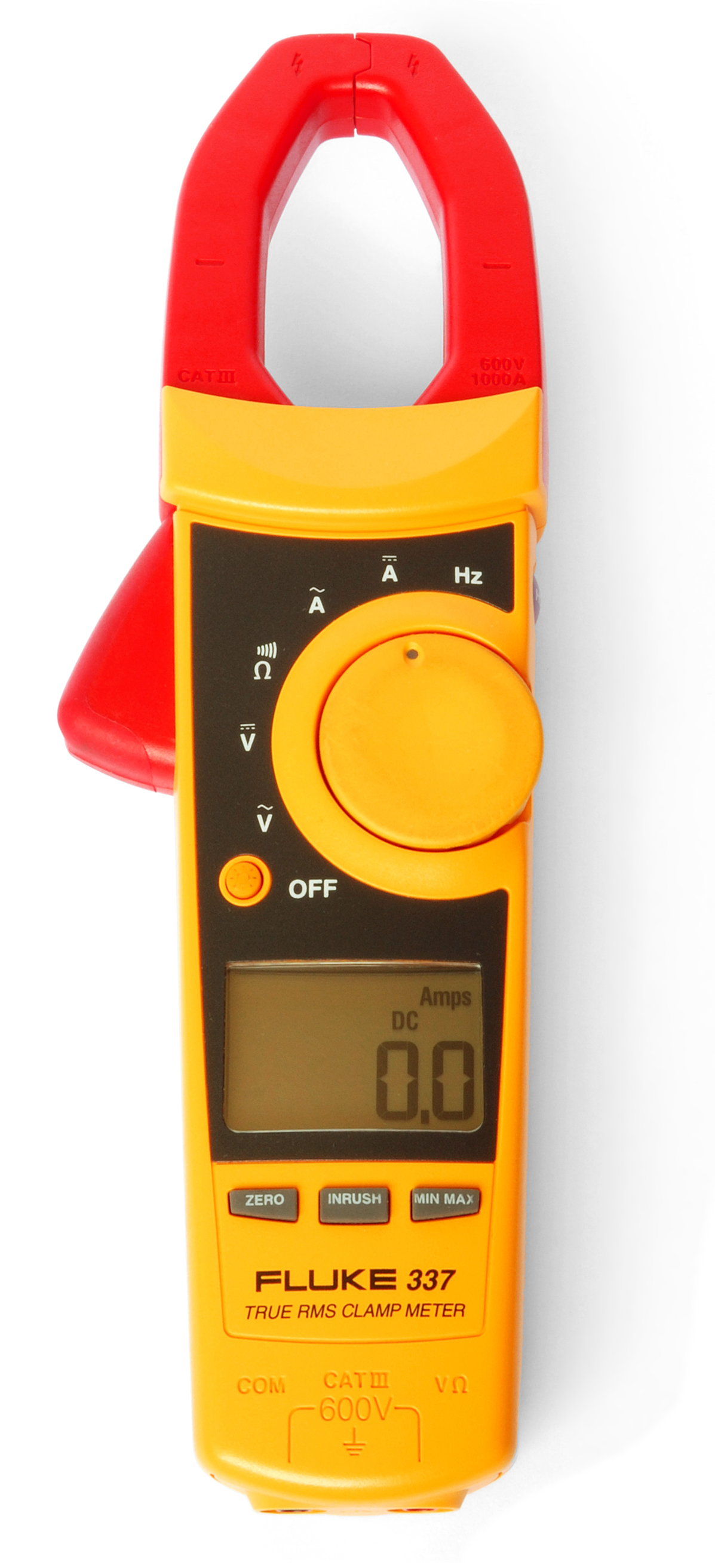
آمپرمتر انبری

در مهندسی برق و الکترونیک، یک آمپرمتر انبری، که به عنوان پراب جریان نیز شناخته می‌شود ، یک دستگاه الکتریکی با فکی است که برای گیرکردن در اطراف یک رسانا الکتریکی باز می‌شود. این اجازه می‌دهد تا اندازه‌گیری جریان در یک رسانا را بدون نیاز به برقراری تماس فیزیکی با آن، یا جداکردن آن برای قرار دادن پراب بین آن ممکن شود. 
آمپرمتر انبری به‌طور معمول برای خواندن مقدار جریان متناوب (AC) استفاده می‌شود و با ابزار اضافی می‌توان فاز و شکل‌موج را نیز اندازه‌گیری کرد. برخی از آمپرمترهای انبری می‌توانند جریان ۱۰۰۰ آمپر و بیشتر را اندازه گیری کنند. گیره‌های اثر هال و نوع پره‌دار نیز می‌توانند جریان مستقیم (DC) را اندازه‌گیری کنند. 

## انواع آمپرمتر انبری

### ترانسفورماتور جریان
یک شکل متداول از آمپرمتر انبری شامل یک حلقه شکاف‌دار، ساخته شده از فریت یا آهن نرم است. یک سیم‌پیچ به دور یک یا هر دو نیمه پیچیده شده و یک سیم‌پیچ ترانسفورماتور جریان را تشکیل می‌دهد. رسانایی که در دور گیره است سیم‌پیچ دیگر را تشکیل می‌دهد. مانند هر ترانسفورماتور، این نوع فقط با شکل‌موج‌های AC یا پالس کار می‌کند، و برخی از نمونه‌ها در محدوده مگاهرتز گسترش می‌یابند. 

### اثر هال
نوع اثر هال حساس‌تر است و قادر به اندازه‌گیری DC و AC است، در برخی از نمونه‌ها تا محدوده کیلوهرتز (هزاران هرتز). این نوع اغلب با اسیلوسکوپ‌ها مورد استفاده قرار می‌گرفت و آوومتر گران‌قیمت و با کیفیت دیجیتالی رایانه‌ای، با این حال آن‌ها برای استفاده کلی‌تر در دسترس عموم قرار گرفته‌اند.